# Granatspitze
Granatspitze – szczyt w grupie Granatspitzgruppe, w Wysokich Taurach we Wschodnich Alpach. Leży na granicy dwóch austriackich krajów związkowych: Tyrolu (dokładniej Tyrol Wschodni) i Salzburga.
Od tego szczytu pochodzi nazwa grupy, w której się znajduje (Granatspitzgruppe). Nie jest to jednak największy szczyt tej grupy, jest nim Muntanitz. Grupę nazwano od Granatspitze, dlatego iż znajduje się on niemalże w samym środku tej grupy.
Szczyt leży w pobliżu Stubacher Sonnblick, często szczyty te są zdobywane razem. Wejście na szczyt nie przedstawia większych trudności, chociaż pod szczytem znajduje się lodowiec, więc trzeba mieć podstawowe umiejętności. W pobliżu znajdują się dwa schroniska: Rudolfshutte na wschodzie oraz Karl-Fuerst-Hutte na zachodzie.
Pierwszego wejścia, w 1871 roku, dokonali G. Demelius, A. V. Schmid, J. Gräfler i K. Gorgasser.